# Pskov
Pskov (/pskof/ⓘ en ruso: Псков; en ruso antiguo: Плѣсковъ, Pleskov; en letón: Pleskava; en estonio: Pihkva y en alemán: Pleskau) es una ciudad en el noroeste de Rusia. La hispanización del nombre de esta ciudad es Peskov[cita requerida]. Está localizada a unos 20 km al este de la frontera con Estonia, en el río Velíkaya, al sureste del lago Peipus. La ciudad es el centro administrativo del óblast de Pskov.

## Historia
El nombre de la ciudad, originalmente deletreado Pléskov, quizás puede ser traducido como «la ciudad de las aguas puras».
La mención más temprana se da en el año 903, lo cual quedó registrado en el matrimonio de Ígor de Kiev con una dama local Santa Olga. Los peskovianos algunas veces toman este año como la fecha de la fundación de la ciudad, y en el año 2003 se realizó un gran jubileo para celebrar el 1100.º aniversario de Pskov.
El primer príncipe de Pskov fue San Vladímir, el hijo más joven de Sudislav. Hecho prisionero por su hermano Yaroslav, fue liberado décadas más tarde. En los siglos XII y XIII, la ciudad perteneció políticamente a la República de Nóvgorod. En 1241, fue tomada por los Caballeros Teutónicos, pero Alejandro Nevski la liberó varios meses después durante una campaña legendaria dramatizada por Serguéi Eisenstein en una película de 1938.
Para asegurar su independencia de los caballeros, los peskovianos eligieron a un príncipe lituano, llamado Dovmont, como su jefe militar y príncipe en 1266. Habiendo fortificado la ciudad, Dovmont dirigió a los caballeros al Rakvere y más allá de Estonia. Sus restos y su espada se conservan en el kremlin local, y el centro de la ciudadela, erigida por él mismo, todavía lleva el nombre de la «ciudad de Dovmont».

### República peskoviana

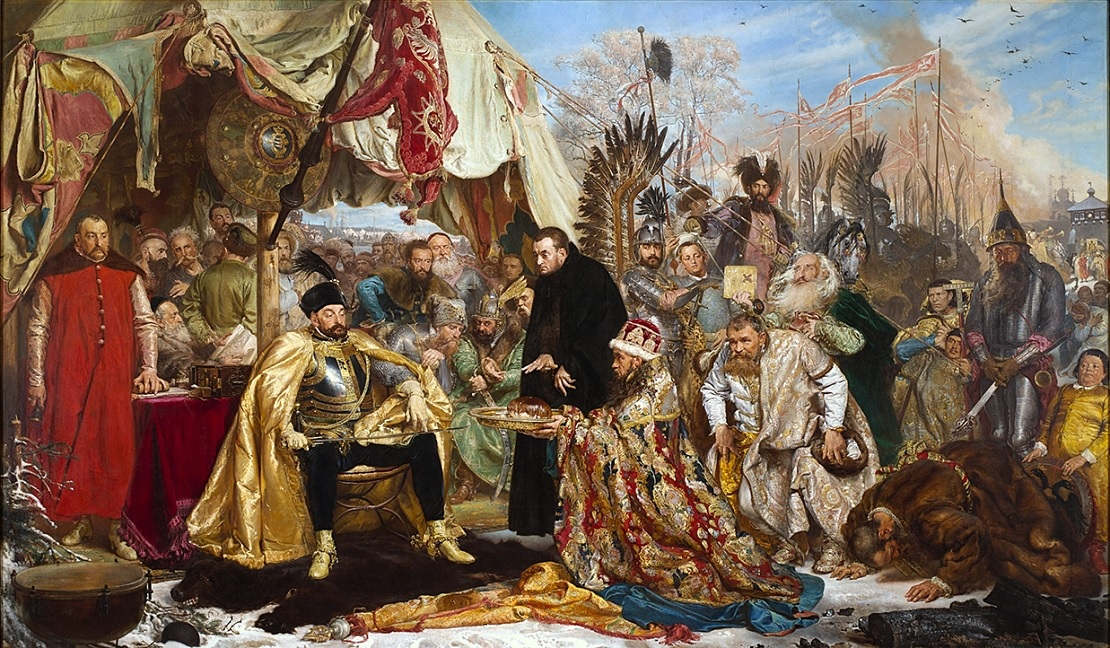
Bathory en Pskov, 1579. Pintura de Jan Matejko, fechada en 1872.

Sobre el siglo XIV, la ciudad funcionaba como una república soberana de facto. La mayor parte del poder lo formaban los comerciantes quienes incluyeron a la ciudad en la Liga Hanseática. La independencia fue oficialmente reconocida por Nóvgorod en 1348. Varios años más tarde, la veche (asamblea popular) promulga un código de ley (llamado la Carta de Pskov), la cual fue una de las principales fuentes del código de ley ruso publicado en 1497.
Para Rusia, la república de Pskov fue un puente hacia Europa y para Europa, un puesto avanzado de Rusia que fue objeto de numerosos ataques a lo largo de la historia. Increíblemente, el kremlin de Pskov (llamado por los peskovianos el Krom) resistió 26 cercos durante el siglo XV en solitario. En ese momento, cinco murallas de piedra la rodeaban, haciendo la ciudad prácticamente inexpugnable. Floreció una escuela local de pintura de iconos, y sus maestros albañiles fueron considerados los mejores de Rusia. La mayoría de las características peculiares de la arquitectura rusa fueron introducidas primero en Pskov. Finalmente, en 1510 la ciudad cayó bajo las fuerzas moscovitas. La deportación de familias nobles es un argumento de la ópera de Nikolái Rimski-Kórsakov Pskovityanka (1872). Como la segunda gran ciudad de Moscovia, Pskov todavía atrae ejércitos enemigos. El más conocido, se encuentra en un prolongado cerco por 50 000 hombres de las fuerzas del ejército polaco durante el final de la etapa de la Guerra Livona (1581-1582). El rey de Polonia Esteban I Báthory acometió unos 31 ataques para tomar por asalto la ciudad, la cual fue defendida principalmente por civiles. Incluso después de que uno de los muros de la ciudad fuera destruido, los peskovianos arreglaron el agujero y repelieron el ataque. «Es sorprendente como la ciudad me recuerda a París» escribió uno de los franceses presente en el cerco de Batory.

### Historia moderna

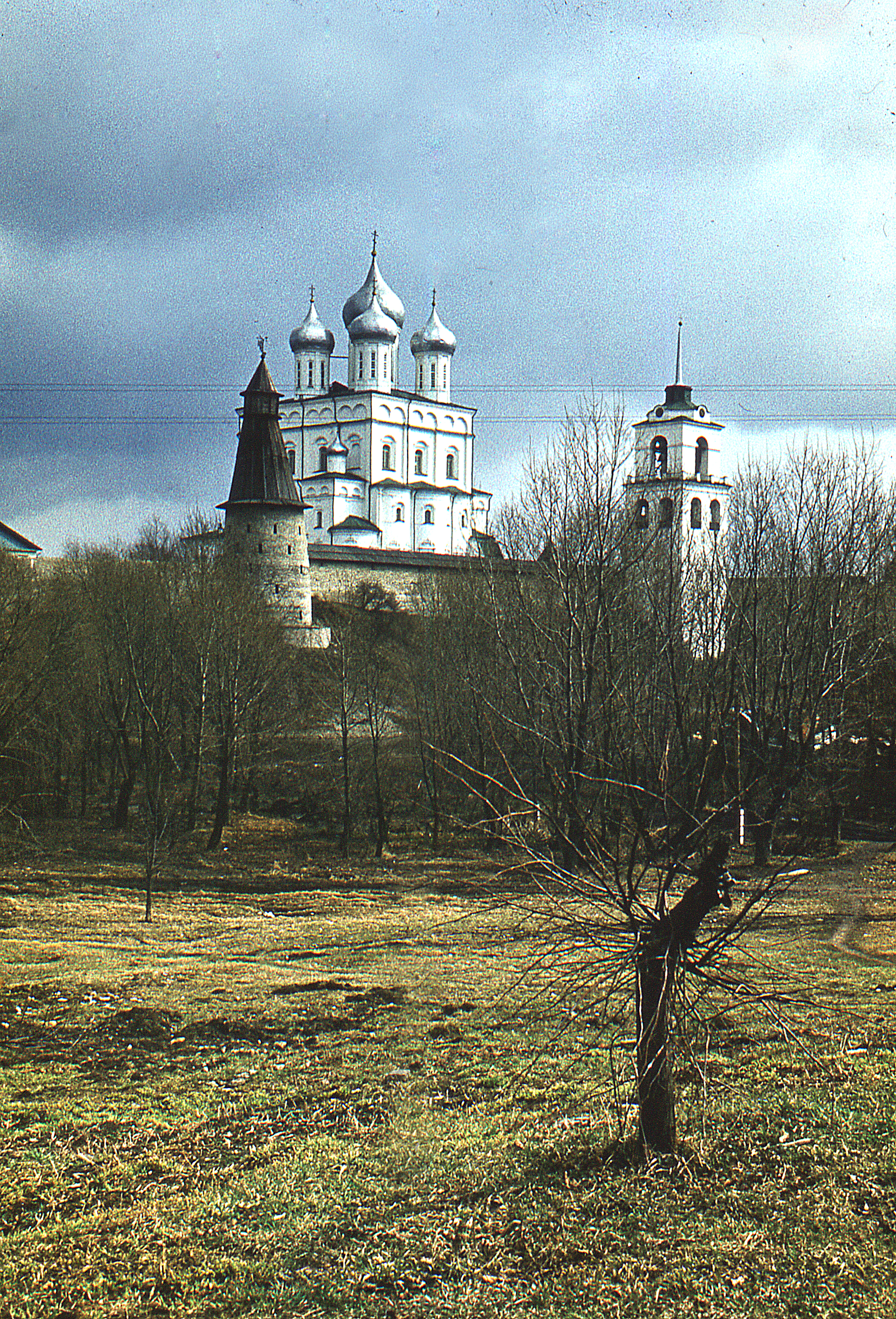
Catedral de la Trinidad y la Torre de la Campana

Pedro el Grande anexionó Estonia y Letonia a comienzos del siglo XVIII al final del periodo de Pskov en el papel tradicional como la frontera fundamental y la llave de la Rusia interior. Como consecuencia, la importancia y el bienestar de la ciudad declinó dramáticamente, aunque pasó a ser una capital separada del gobierno desde 1777. Aquí fue donde el último zar de Rusia abdicó en marzo de 1917.
Durante la Primera Guerra Mundial, Pskov llegó a ser el centro de intensa actividad detrás de la línea del frente, y después de la Conferencia de Paz ruso-germánica de Brest-Litovsk (22 de diciembre de 1917-3 de marzo de 1918), en el invierno de 1917-1918, el Ejército Imperial Germano invadió el área. Pskov también fue ocupada por el ejército estonio entre febrero y junio de 1919 durante la Guerra de independencia estonia.
La ciudadela medieval facilitó una pequeña protección contra la moderna artillería y, durante la Segunda Guerra Mundial, la ciudad sufrió cuantiosos daños bajo la ocupación alemana desde el 9 de julio de 1941 hasta el 23 de julio de 1944. Muchos viejos edificios, particularmente iglesias, sufrieron la destrucción antes de que las tropas de la Wehrmacht pudieran ocupar la ciudad. Aunque una enorme proporción de la población murió durante la guerra, Pskov tiene desde entonces que luchar para recuperar esta tradicional posición como principal centro industrial y cultural de la Rusia Occidental.

## Lugares y visitas

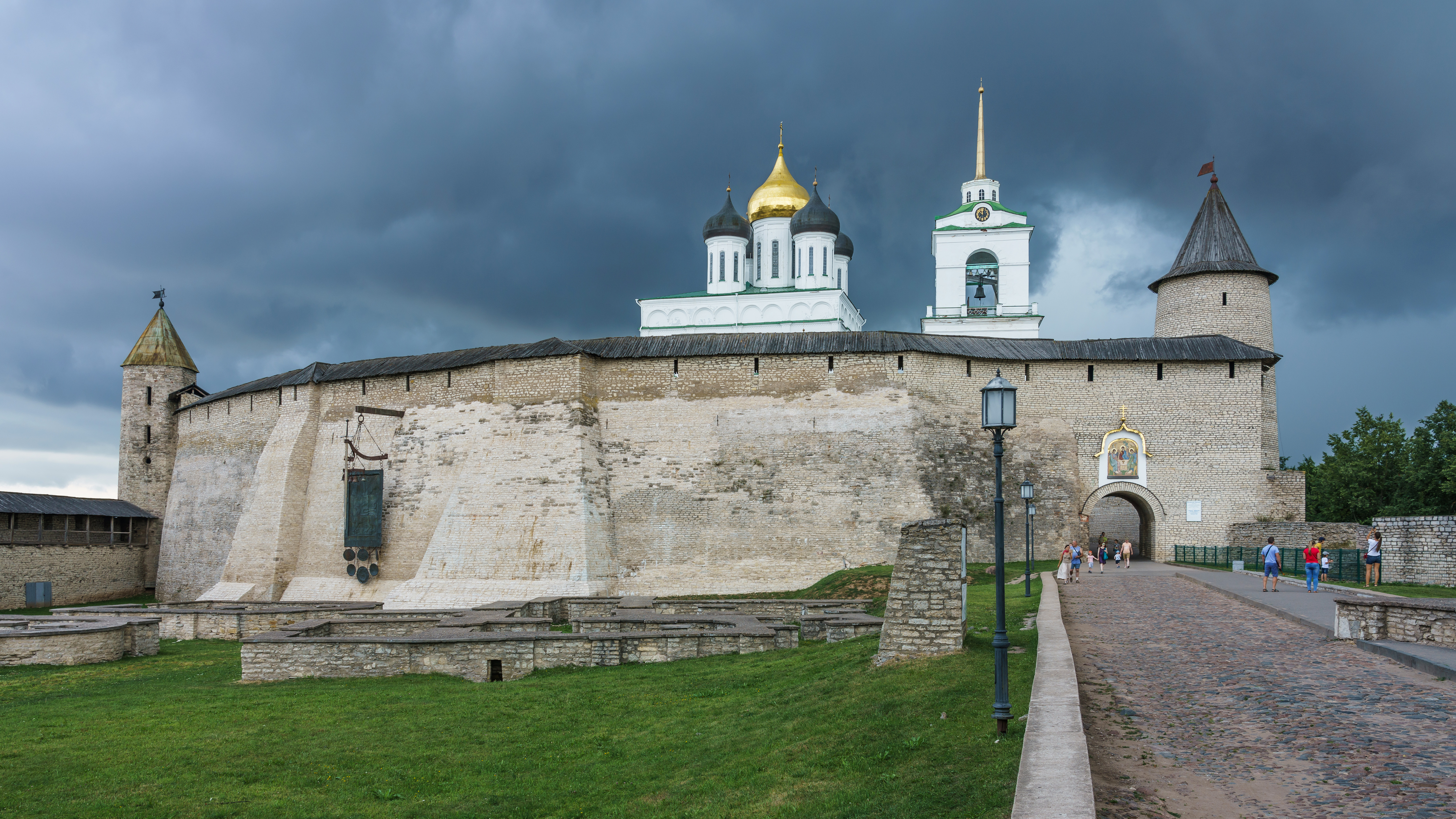
Kremlin de Pskov

Pskov todavía preserva muchas de sus antiguas murallas medievales, construidas sobre el siglo XIII. El kremlin de Pskov, o ciudadela medieval, parece tan impresionante como siempre. Dentro de sus murallas se eleva la catedral de la Trinidad de 77,5 m de altura, fundada en 1138 y reconstruida en 1690. La catedral tiene las tumbas de los santos  Vsévolod (fallecido en 1138) y de Dovmont (fallecido en 1299). Otras viejas catedrales adornan la abadía Mirozhsky (finalizada sobre 1152), San Juan (finalizada sobre 1243), y el monasterio de Snetogorsky (construido en 1310 y pintado en 1313).
Pskov es sobremanera rico en pintorescas iglesias, de minúsculas dimensiones y datadas principalmente entre el siglo XV y el XVI. Aún habiendo docenas de ellas, las más notables son: San Basilio sobre la Colina (1413), Santos Cosme y Damián cercana al puente (1463), San Jorge a las Faldas de la Colina (1494), Asunción en el Embarcadero (1444, 1521), y San Nicolás en Usokha (1536). La arquitectura residencial del siglo XVII está representada por mansiones comerciales, tales como la Casa de la Sal, las cámaras Pogankin, y la mansión Trubinsky.
Entre las visitas en la vecindad de Pskov está Izborsk, un asentamiento de uno de los hermanos del jefe varego Riúrik en el siglo IX, una de las formidables fortalezas de la Rusia medieval; el Monasterio de las Cuevas de Pskov, el monasterio más antiguo funcionando en Rusia y un imán para los peregrinos de toda la nación; del siglo XVI el Monasterio Krypetski; Monasterio Elizárovo, el cual sirvió como un gran centro cultural y literario de la Rusia medieval; y Mijáilovskoye, una familia nido de Aleksandr Pushkin donde escribió algunos de los mejores párrafos en lengua rusa. El poeta nacional de Rusia está enterrado en el antiguo claustro próximo a las Sagradas Montañas. Desgraciadamente, el área actual tiene solamente una mínima infraestructura turística, y el corazón histórico de Pskov requiere importantes inversiones para potenciar su turismo.

## Economía
Industria alimentaria, electromecánica, mecánica, textil.

## Demografía
| Gráfica de evolución de Pskov entre 1811 y 2019 |
|                                                 |

## Clima
| Parámetros climáticos promedio de Pskov     | Parámetros climáticos promedio de Pskov | Parámetros climáticos promedio de Pskov | Parámetros climáticos promedio de Pskov | Parámetros climáticos promedio de Pskov | Parámetros climáticos promedio de Pskov | Parámetros climáticos promedio de Pskov | Parámetros climáticos promedio de Pskov | Parámetros climáticos promedio de Pskov | Parámetros climáticos promedio de Pskov | Parámetros climáticos promedio de Pskov | Parámetros climáticos promedio de Pskov | Parámetros climáticos promedio de Pskov | Parámetros climáticos promedio de Pskov |
| Mes                                         | Ene.                                    | Feb.                                    | Mar.                                    | Abr.                                    | May.                                    | Jun.                                    | Jul.                                    | Ago.                                    | Sep.                                    | Oct.                                    | Nov.                                    | Dic.                                    | Anual                                   |
| ------------------------------------------- | --------------------------------------- | --------------------------------------- | --------------------------------------- | --------------------------------------- | --------------------------------------- | --------------------------------------- | --------------------------------------- | --------------------------------------- | --------------------------------------- | --------------------------------------- | --------------------------------------- | --------------------------------------- | --------------------------------------- |
| Temp. máx. abs. (°C)                        | 9.8                                     | 11.3                                    | 18.5                                    | 27.6                                    | 32.0                                    | 35.3                                    | 35.7                                    | 35.6                                    | 30.3                                    | 22.6                                    | 14.1                                    | 12.4                                    | 35.6                                    |
| Temp. máx. media (°C)                       | -2.3                                    | -1.8                                    | 3.4                                     | 11.7                                    | 18.1                                    | 21.7                                    | 24.1                                    | 22.5                                    | 16.7                                    | 9.2                                     | 2.9                                     | -0.6                                    | 10.5                                    |
| Temp. media (°C)                            | -4.7                                    | -5.0                                    | -0.7                                    | 6.3                                     | 12.2                                    | 16.2                                    | 18.6                                    | 16.9                                    | 11.7                                    | 5.8                                     | 0.8                                     | -2.6                                    | 6.3                                     |
| Temp. mín. media (°C)                       | -7.4                                    | -8.2                                    | -4.5                                    | 1.3                                     | 6.3                                     | 10.6                                    | 13.1                                    | 11.6                                    | 7.3                                     | 2.6                                     | -1.4                                    | -4.9                                    | 2.2                                     |
| Temp. mín. abs. (°C)                        | -40.6                                   | -37.6                                   | -29.7                                   | -20.9                                   | -5.1                                    | -0.1                                    | 2.7                                     | 1.3                                     | -4.6                                    | -12.5                                   | -23.8                                   | -40.3                                   | -40.6                                   |
| Precipitación total (mm)                    | 48                                      | 37                                      | 36                                      | 39                                      | 58                                      | 85                                      | 71                                      | 85                                      | 63                                      | 65                                      | 55                                      | 45                                      | 687                                     |
| Días de lluvias (≥ 1 mm)                    | 9                                       | 7                                       | 9                                       | 12                                      | 15                                      | 18                                      | 16                                      | 16                                      | 17                                      | 18                                      | 14                                      | 10                                      | 161                                     |
| Días de nevadas (≥ 1 mm)                    | 22                                      | 20                                      | 14                                      | 5                                       | 1                                       | 0.03                                    | 0                                       | 0                                       | 0.03                                    | 3                                       | 13                                      | 20                                      | 98                                      |
| Horas de sol                                | 41                                      | 71                                      | 136                                     | 189                                     | 279                                     | 300                                     | 285                                     | 233                                     | 152                                     | 90                                      | 34                                      | 25                                      | 1835                                    |
| Humedad relativa (%)                        | 87                                      | 84                                      | 80                                      | 70                                      | 67                                      | 72                                      | 74                                      | 78                                      | 83                                      | 86                                      | 88                                      | 89                                      | 80                                      |
| Fuente n.º 1: Pogoda.ru.net                 |                                         |                                         |                                         |                                         |                                         |                                         |                                         |                                         |                                         |                                         |                                         |                                         |                                         |
| Fuente n.º 2: NOAA (horas de sol 1961–1990) |                                         |                                         |                                         |                                         |                                         |                                         |                                         |                                         |                                         |                                         |                                         |                                         |                                         |

## Arquitectura

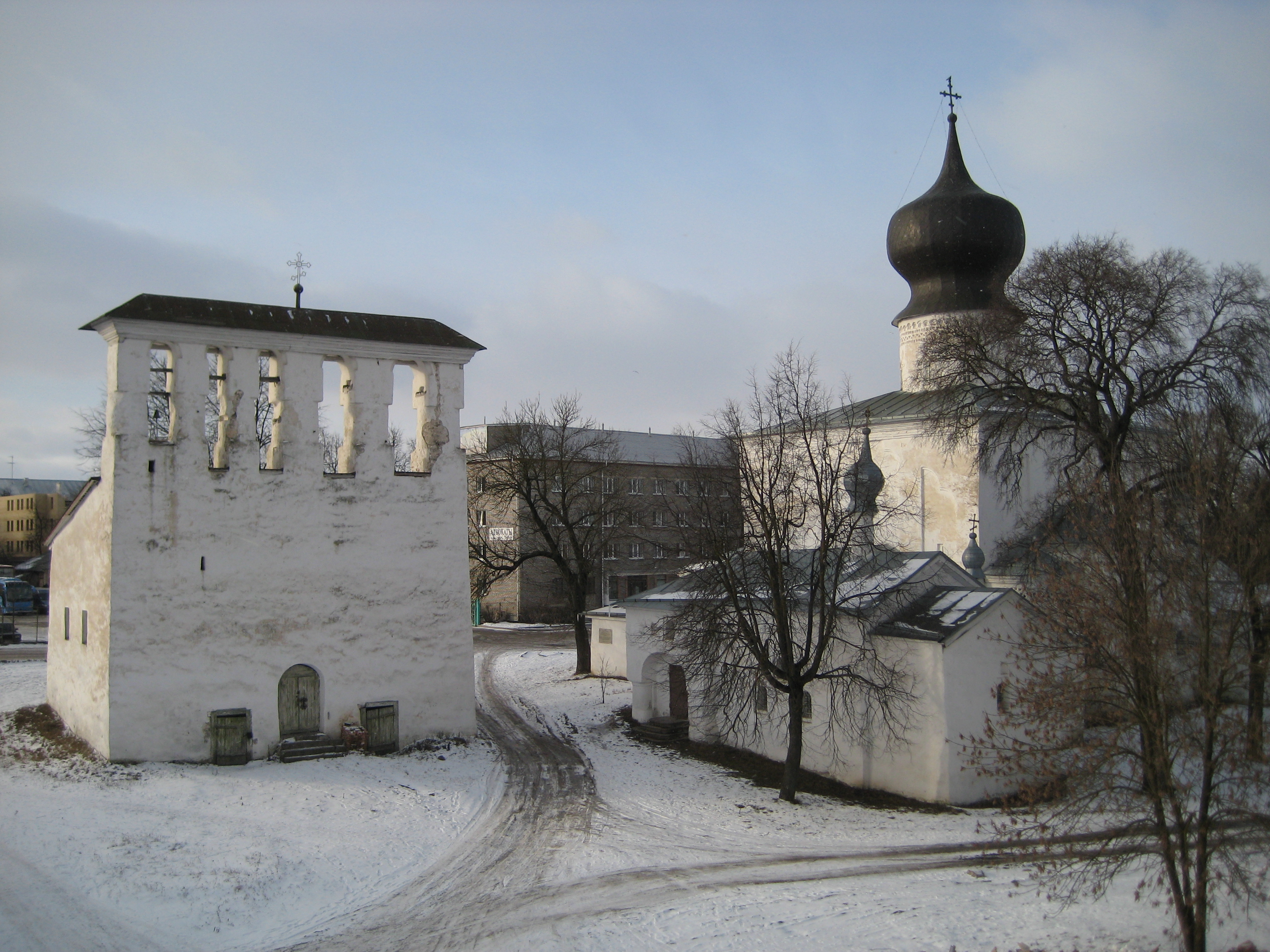
Vista en invierno de la Iglesia de la Dormición 's Paroma'

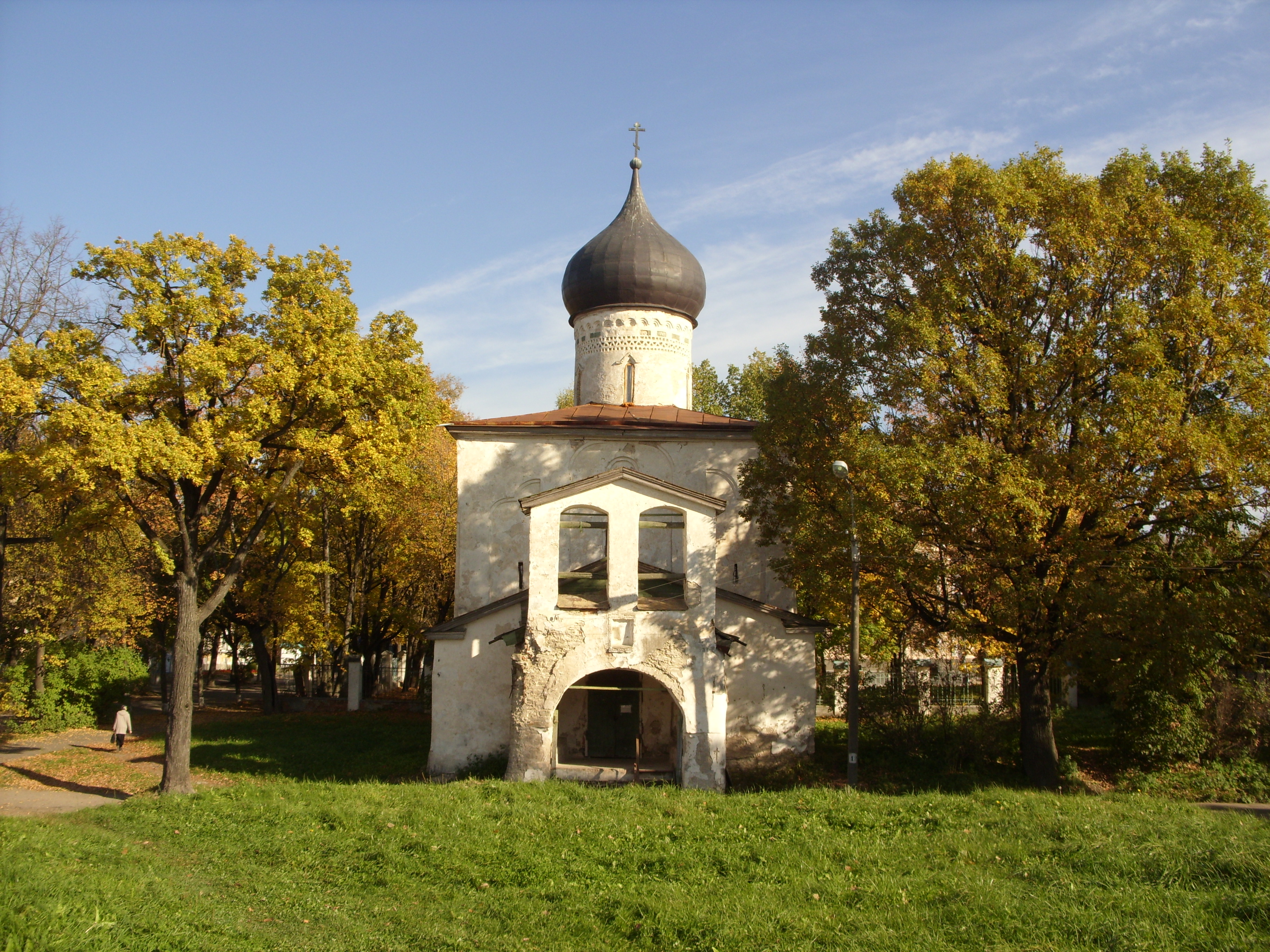
Iglesia San Jorge sobre el Monte (Pskov)

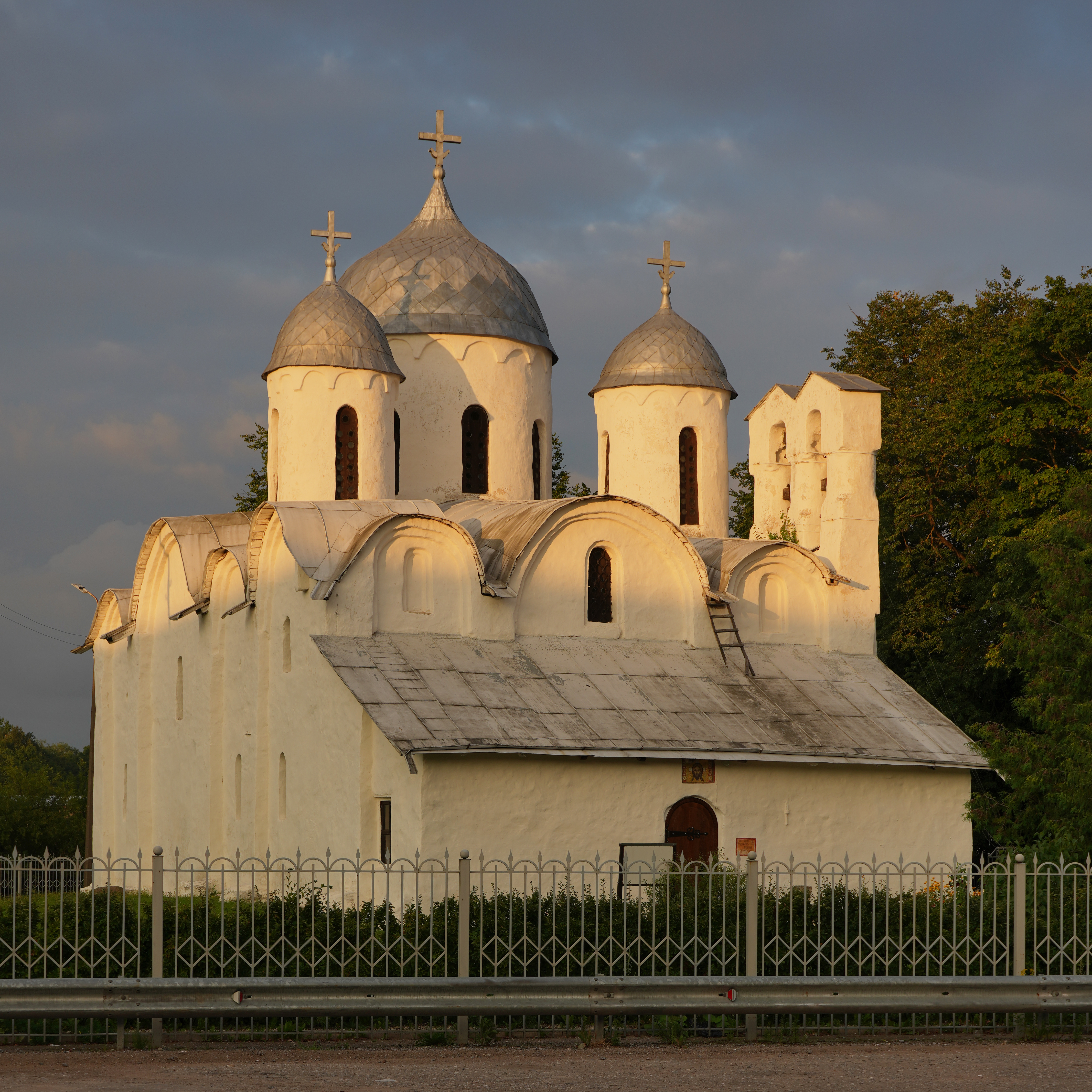
Monasterio de San Juan Bautista (Pskov): vista de la abacial

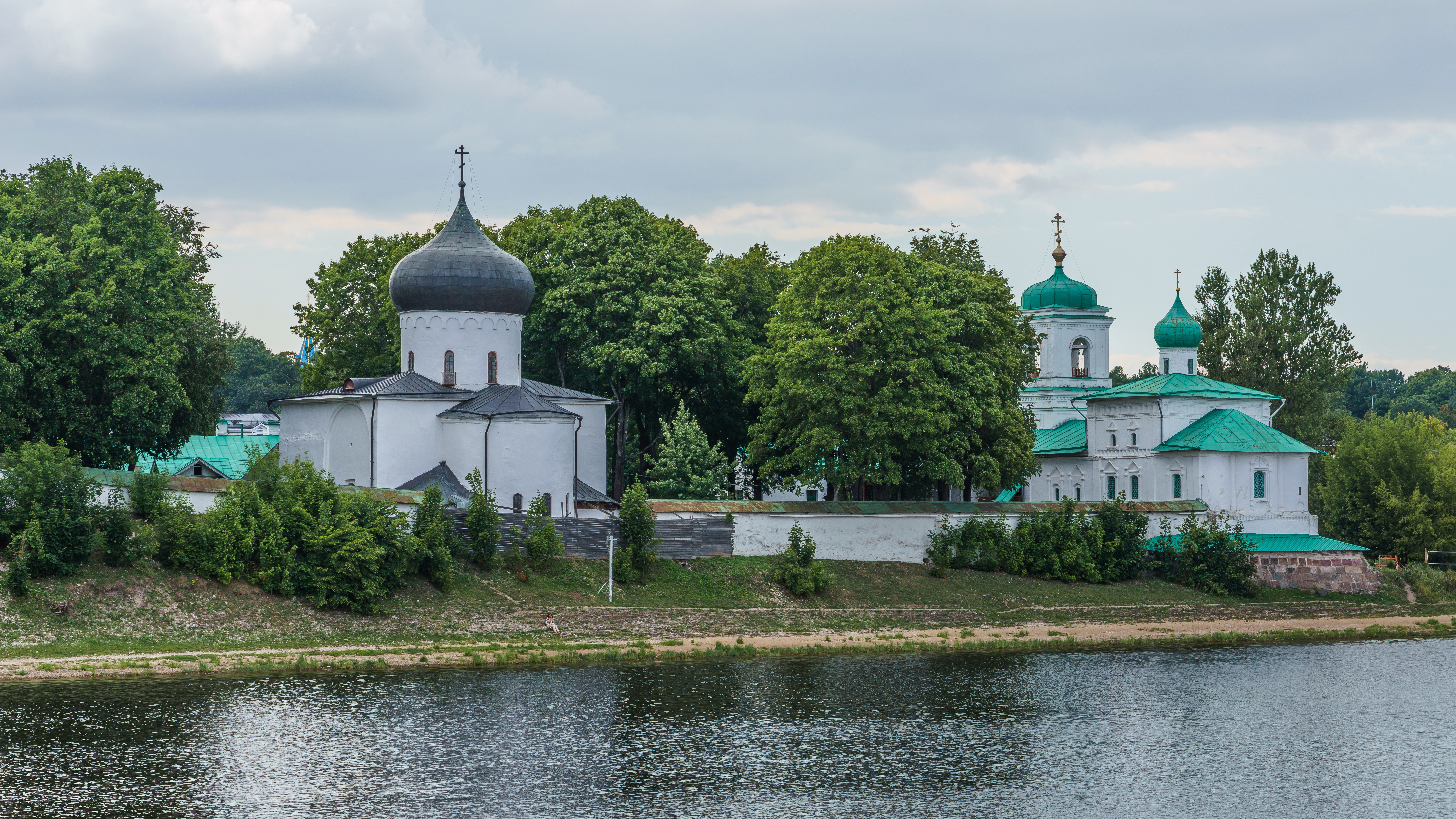
Vista del monasterio del Mirozha

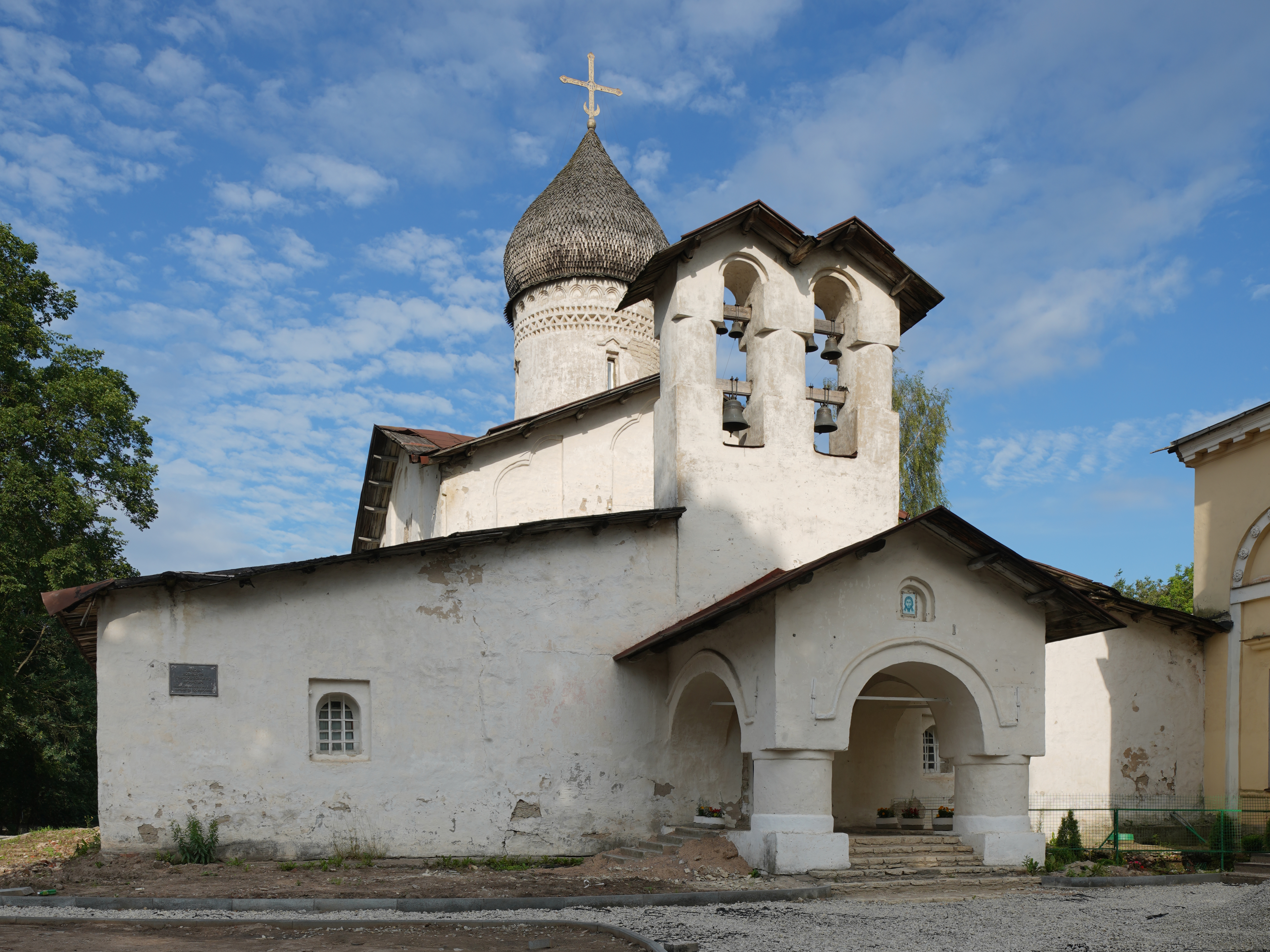
Antigua iglesia de la Ascensión de Pskov

Los comienzos de la arquitectura de Pskov están marcados por los novgorodianos, aunque no pierde por ello su originalidad. El estilo aquí es más simple, menos monumental que en Veliki Nóvgorod: la claridad, la lógica y la sencillez de estas sobrias construcciones se convierten en un elemento de estilo. Los edificios son extremadamente pequeños y los cuatro o seis pilares internos ocupan todo el espacio y de ahí la necesidad de construir muchas iglesias para recibir a los fieles. Estas iglesias de reducidas dimensiones están llenas de encanto y reflejan bien el espíritu de los pskovianos, más centrado en una existencia pacífica que en una vida política ambiciosa y expansionista. La influencia de las ciudades de Smolensk y Pólotsk también es perceptible. Las primeras construcciones de Pskov fueron hechas de madera durante los siglos X y XI, causa de los muchos incendios.
Estas construcciones de madera influyeron en las formas de la arquitectura de piedra que apareció en el siglo XII. La piedra caliza que utilizaron los pskovianos, gracias a su aspecto rugoso, les dio un particular encanto escultórico. Las superficies estaban recubiertas con adornos intrincados de los que las excavaciones arqueológicas han permitido encontrar restos. Son frisos dentados por debajo de las cornisas y en la parte superior de los tambores. Algunas decoraciones están hechas de cavidades rectangulares o cuadradas que se combinan con otros elementos decorativos.
La gran fama de los arquitectos de Pskov hizo que fueran llamados por el príncipe Iván III a Moscú en 1472 para, entre otras cosas, colaborar en la construcción de la Laura de la Trinidad y San Sergio. Por esta vía ejercerán una gran influencia en la formación de un estilo común a toda Rusia.
Tres peculiaridades se encuentran con frecuencia en la arquitectura de las iglesias de Pskov:
- las páperts (parvis) rusas provienen de los narthex bizantinos. Son galerías, que pueden estar abiertas, pero que permanecen cerradas cuando el tiempo es frío y cuando se tiene que hacer esperar a los fieles en torno a las pequeñas iglesias como las de Pskov. Los oficios ortodoxos son relativamente largos y estas galerías ofrecen un refugio que permite apartarse unos minutos del lugar de culto. Están construidas en la fachada occidental pero también pueden cubrir tres de los lados.
- los porches (kryltsó) que proporcionan acceso a las papertes consisten principalmente en dos pilares bajos conectados por arcos abovedados en cañón y cubiertos con un techo a dos aguas.
- los campanarios-arcada (zvónnitsa) son hastiales perforados con huecos para las campanas como la extensión de las fachadas o de las galerías de las iglesias de Pskov. Algunos tienen dos filas de arcadas superpuestas. En el siglo XV, fueron reemplazados por campanarios aislados. En Nóvgorod, en cambio, los arquitectos algunas veces adoptaron un campanarios-arcada, pero dieron preferencia a los campanarios de formas piramidales derivados de los campanarios de madera.[6] En el siglo XVI se encuentran algunos ejemplos de este tipo de campanarios en Rusia como en Rostov Veliki (catedral de la Dormición) o en Súzdal (monasterio del Salvador y San Eutimio) que, probablemente, fueron hechos por maestros poskovianos.[7]

La arquitectura de piedra civil es casi inexistente en Pskov (como en Nóvgorod). Los edificios municipales, como los que se estaban haciendo en Flandes o Alemania, son raros, casi ausentes, en la Rusia medieval. La piedra estaba reservada para la Casa de Dios o los sistemas de defensa: kremlins y fortalezas (también llamados kroms, detinets). En cuanto a las viviendas, estaban construidas con madera, material abundante en el país y fueron periódicamente devastadas por los incendios. Después de la anexión del territorio de Pskov por el Gran Príncipe Basilio III de Moscú en 1510, la arquitectura de la ciudad perderá algo de su originalidad al tiempo que conservará algunas de sus características especiales.

### Arquitectura civil
- Krom de Pskov
- Ciudad de Daumantas (de Daumantas de Pskov)
- Palacio de los clérigos (Prikazne palaty)
- Edificio Pogankine
- Edificio Petchenko
- Edificio Troubinskoï
- Edificio de los comerciantes Podzonïev
- Edificio de los comerciantes Ménshikov
- Maltería

### Arquitectura religiosa
Pskov es rico en iglesias que hoy pertenecen al patrimonio histórico protegido:
Iglesias
- Catedral de la Trinidad (1682-1699)
- iglesia San Alejandro Nevski (1907)
- Iglesia Santa Anastasia (1538)
- Antigua iglesia de la Ascensión (siglo XVI)
- Nueva Iglesia de la Ascensión
- Antigua iglesia de la Asunción (siglo XV)
- Iglesia de la Dormición 's Paroma' (1521)
- Iglesia de la Asunción  (arquitectura neoclásica 1810-1811)
- Iglesia de la Asunción de Butyrki (1777)
- Iglesia San Basilio (siglos XV-XVI)
- Iglesia San Clemente
- Iglesia Santos Cosme y Damián del Monte Gremiatchaïa (siglo XVI)
- Iglesia Santos Cosme y Damián del Puente (siglos XV-XVI)
- Iglesia San Constantino y Santa Elena
- Iglesia San Demetrio de los Campos  (siglos XVI-XVII)
- Iglesia San Elías el Mojado
- Iglesia de la Epifanía
- Iglesia de las Santas Mujeres (1546)
- Iglesia San Jorge sobre la Colina (Pskov) (1494)
- Iglesia del Icono del Señor del Pantano de los Sapos (siglos XVI-XIX)
- Iglesia de la Intercesión
- Iglesia de la Intercesión y de la Natividad de la Virgen (siglos XV-XVI)
- Iglesia San Juan Evangelista (1547- siglo XVIII)
- Iglesia San Joaquín y Santa Ana (siglo XVI)
- Iglesia San Miguel Arcángel (1462)
- Iglesia de la Natividad de la Virgen del monasterio de Snetogorski
- Iglesia de la Natividad de la Virgen (arquitectura neoclásica 1833)
- Iglesia San Nicolás del Lugar Seco (1535-1536)
- Iglesia San Nicolás el Taumaturgo del Torg
- Iglesia San Nicolás de las Murallas  (siglo XVI)
- Iglesia San Pedro y San Pablo (1540)
- Iglesia de la Resurrección (Pskov) (siglos XVI-XIX)
- Iglesia San Sergio de Zaloujia (siglo XV)
- Iglesia San Varlaam (siglo XV-XIX)
- Iglesia de la Transfiguración del Salvador del monasterio de la Miroja

Monasterios
- Monasterio Sviatogorski (sepultura de Aleksandr Pushkin)
- Monasterio de Snetogorski
- Monasterio San Juan Bautista (Pskov) (siglos XII-XVI)
- Monasterio del Mirozha (siglos XII-XVI)
- Monasterio de Krypetskoïe situé à une vingtaine de kilomètres de Pskov.
- Monasterio de las Grutas de Pskov (xve siècle) se encuentra en Petchory a 43 km de la villa de Pskov.

## Ciudades hermanadas
- Arlés
- Kuopio
- Nimega
- Perth
- Tartu
- Gera
- Neuss
- Paderborn

## Personalidades
- Oksana Fiódorova (n. 1977), Miss Universo 2002.
- Maxim Molochkov (n. 1988), deportista.
- Alexandr Nikoláyev (n. 1990), deportista.
- Afanasi Ordín-Nashchokin (1605-1680), diplomático y estadista.
- Modest Músorgski (1839-1881), compositor.
- Olga de Kiev (890-969), Princesa de Rus de Kiev.